# کایل مک‌لاکلن
کایل مریت مک‌لاکلن (انگلیسی: Kyle Merritt MacLachlan; ‎/məkˈlɒklən/‎؛ زاده ۲۲ فوریهٔ ۱۹۵۹) بازیگر آمریکایی است که بیشتر به خاطر نامزدی امی و برنده شدن گلدن گلوب در نقش دیل کوپر در توئین پیکس (۱۹۹۰–۱۹۹۱; ۲۰۱۷) و پیش‌درآمد فیلم توئین پیکس: با من بر آتش برو (۱۹۹۲) شناخته می‌شود. او همچنین به‌خاطر نقش‌هایش در دو فیلم دیگر از دیوید لینچ یعنی پل اتریدیز در تلماسه (۱۹۸۴) و جفری بومونت در مخمل آبی (۱۹۸۶) شناخته شده است. از دیگر نقش‌های سینمایی مک‌لاکلن می‌توان به لوید گالاگر در پنهان (۱۹۸۷)، ری منزرک در دورز (۱۹۹۱)، کلیف واندرکیو در عصر حجری‌ها (۱۹۹۴)، زک کری در دختران شو (۱۹۹۵) و پدر رایلی در درون و بیرون (۲۰۱۵–۲۰۲۴) اشاره کرد.
مک‌لاکلان نقش‌های برجسته‌ای در تلویزیون داشته است، مانند تری مک‌دوگال در سکس و سیتی (۲۰۰۰–۲۰۰۲)، اورسن هاج در کدبانوهای وامانده (۲۰۰۶–۲۰۱۲)، کاپیتان در آشنایی با مادر (۲۰۱۰–۲۰۱۴) و چگونه با پدرتان آشنا شدم (۲۰۲۲)، شهردار پورتلند در پورتلندیا (۲۰۱۱–۲۰۱۸)، کالوین جانسون در مأموران شیلد (۲۰۱۴–۲۰۱۵) و هنک مک‌لین در فال‌آوت (۲۰۲۴–اکنون).

## اوایل زندگی
مک‌لاکلن در بیمارستان یادبود دره یاکیما در یاکیما، واشینگتن به دنیا آمد. مادرش، کاترین (زادنام استون؛ ۱۹۳۴–۱۹۸۶)، مدیر روابط عمومی یک بخش آموزش و پرورشی و یک خانه‌دار بود که در برنامه‌های هنرهای باهمستان فعال بود. پدرش کنت آلن مک‌لاکلان (۱۹۳۳–۲۰۱۱)، یک دلال سهام و وکیل بود. کایل تبار اسکاتلندی دارد. او در یاکیما، در بین بزرگ‌ترین پسر از سه پسر بزرگ شد. دو برادر کوچکتر او، کریگ و کنت جونیور، در منطقه سیاتل زندگی می‌کنند. او از دبیرستان آیزنهاور در یاکیما فارغ‌التحصیل شد. هنگامی که او ۱۷ ساله بود، مادرش پدرش را ترک کرد، و والدینش در سال آخر دبیرستان از هم جدا شدند.
مک‌لاکلن زمانی که مدیر یک برنامه تئاتر نوجوانان برای نوجوانان شد، توسط مادرش به بازیگری روی صحنه معرفی شد که او به راه اندازی آن در یاکیما کمک کرد. او همچنین او را از سن ۹ تا ۱۴ سالگی به کلاس‌های پیانو فرستاد، و سپس شروع به مطالعه موسیقی کلاسیک کرد. در دوران دبیرستان، او در نمایش‌ها و موزیکال‌های کلاسی اجرا کرد و اولین نمایشنامه‌اش را در سن ۱۵ سالگی بازی کرد. در سال آخر، او نقش اصلی بریندزلی میلر را در نمایشنامه تک‌پرده‌ای کمدی سیاه اثر پیتر شیفر داشت و در نقش هنری هیگینز در بانوی زیبای من بازی کرد. در سال ۱۹۸۲، او با مدرک کارشناسی هنرهای زیبا در رشته نمایش از دانشگاه واشینگتن به عنوان دانشجوی برنامه آموزش بازیگری حرفه ای فارغ‌التحصیل شد. او در ابتدا قصد داشت در رشته تجارت تحصیل کند و همچنین اپرا را در دانشگاه مطالعه کرد، اما تمرکز خود را به بازیگری تغییر داد.

## فیلم‌شناسی

### فیلم
| سال  | عنوان                          | نقش                         | یادداشت               |
| ---- | ------------------------------ | --------------------------- | --------------------- |
| ۱۹۸۴ | تلماسه                         | پل اتریدیز                  |                       |
| ۱۹۸۶ | مخمل آبی                       | جفری بومونت                 |                       |
| ۱۹۸۷ | پنهان                          | لوید گالاگر                 |                       |
| ۱۹۹۰ | بهش نگو که منم                 | تراوت                       |                       |
| ۱۹۹۱ | دورز                           | ری منزرک                    |                       |
| ۱۹۹۲ | جایی که روز شما را می‌برد       | تد                          |                       |
| ۱۹۹۲ | توئین پیکس: با من بر آتش برو   | دیل کوپر                    |                       |
| ۱۹۹۲ | عشق گرانبها                    | بیلی مک کوئین               |                       |
| ۱۹۹۳ | محاکمه                         | جوزف ک.                     |                       |
| ۱۹۹۴ | عصر حجری‌ها                     | کلیفورد «کلیف» واندرکاوی    |                       |
| ۱۹۹۵ | دختران شو                      | زک کری                      |                       |
| ۱۹۹۶ | اثر ماشه                       | متیو کی                     |                       |
| ۱۹۹۶ | زمان سگ دیوانه                 | جیک پارکر                   |                       |
| ۱۹۹۷ | رابطه یک‌شبه                    | ورنون ریورز                 |                       |
| ۲۰۰۰ | تغییر ایکس                     | جیمز فیسک / استوارت تافلر ۲ |                       |
| ۲۰۰۰ | هملت                           | کلادیوس                     |                       |
| ۲۰۰۰ | تایم‌کد                         | بانی دریسدیل                |                       |
| ۲۰۰۱ | من بدون تو                     | دنیل                        |                       |
| ۲۰۰۱ | عطر                            | مدیر تجاری                  |                       |
| ۲۰۰۲ | میراندا                        | نیلور                       |                       |
| ۲۰۰۳ | نورث فورک                      | آقای هوپ                    |                       |
| ۲۰۰۴ | لمس صورتی                      | روح کری گرانت               |                       |
| ۲۰۰۴ | کتابدار: جستجو برای نیزه       | ادوارد وایلد                |                       |
| ۲۰۰۸ | جیمی آزاد                      | ماریوس                      | دوبله انگلیسی         |
| ۲۰۰۸ | لیگ عدالت: جلودارهای جدید      | سوپرمن                      | صداپیشه، فیلم ویدئویی |
| ۲۰۰۸ | خواهری از سفر آرزوها ۲         | بیل کر                      |                       |
| ۲۰۰۹ | آخرین رقصنده مائو              | چارلز سی فاستر              |                       |
| ۲۰۰۹ | بوی موفقیت                     | جیمی سنت جیمز               |                       |
| ۲۰۱۱ | صلح، عشق و سوءتفاهم            | مارک                        |                       |
| ۲۰۱۳ | دم                             | پیتر سبک                    |                       |
| ۲۰۱۵ | درون و بیرون                   | آقای اندرسون                | صداپیشه               |
| ۲۰۱۵ | اولین قرار رایلی؟              | آقای اندرسون                | صداپیشه، فیلم کوتاه   |
| ۲۰۱۸ | کوچولوهای غول پیکر             | ری وینتر                    |                       |
| ۲۰۱۸ | خانه‌ای با ساعتی درون دیوارهایش | ایزاک ایزارد                |                       |
| ۲۰۱۹ | پرنده بلند پرواز               | دیوید ستون                  |                       |
| ۲۰۱۹ | دختر تعجب‌آور                   | ماتئو / برونو / آنجلو       | فیلم کوتاه            |
| ۲۰۲۰ | تسلا                           | توماس ادیسون                |                       |
| ۲۰۲۰ | کاپون                          | دکتر کارلوک                 |                       |
| ۲۰۲۲ | اعتراف کن، فلچ                 | هوران                       |                       |
| ۲۰۲۳ | قربانی میراندا                 | رئیس دادگستری ارل وارن      |                       |
| ۲۰۲۴ | درون و بیرون ۲                 | آقای اندرسون                | صداپیشه               |
| ۲۰۲۴ | دو بار پلک بزن                 | TBA                         | پس تولید              |

### تلویزیون
| سال        | عنوان                           | نقش                     | یادداشت                                           |
| ---------- | ------------------------------- | ----------------------- | ------------------------------------------------- |
| ۱۹۸۹       | رؤیا شکن‌ها                      | بابی اوکانر             | فیلم تلویزیونی                                    |
| ۱۹۹۰–۱۹۹۱  | توئین پیکس                      | دیل کوپر                | ۳۰ قسمت                                           |
| ۱۹۹۰       | پخش زنده شنبه شب                | خودش (میزبان)           | قسمت: «کایل مک لاکلان/شینید اوکانر»               |
| ۱۹۹۰       | تجربه آمریکا                    | راوی                    | قسمت: «جنون در محاکمه»                            |
| ۱۹۹۱       | قصه‌هایی از سردابه               | ارل ریموند دیگز         | قسمت: «مرگ مردار»                                 |
| ۱۹۹۴       | در برابر دیوار                  | مایکل اسمیت             | فیلم تلویزیونی                                    |
| ۱۹۹۴       | رازول                           | جسی ای. مارسل           | فیلم تلویزیونی                                    |
| ۱۹۹۵       | مکالمه                          | هری کال                 | پایلوت                                            |
| ۱۹۹۶       | بزرگراه مهتاب                   | جد مولدون               | فیلم تلویزیونی                                    |
| ۱۹۹۷       | پروتکل ویندزور                  | شان دیلون               | فیلم تلویزیونی                                    |
| ۱۹۹۸       | نقطه تندر                       | شان دیلون               | فیلم تلویزیونی                                    |
| ۱۹۹۸       | مسیر ۹                          | بوث پارکر               | فیلم تلویزیونی                                    |
| ۱۹۹۸       | مرد نامرئی                      | جک گریفین               | پایلوت                                            |
| ۲۰۰۰       | بهار                            | دنیس کانوی              | فیلم تلویزیونی                                    |
| ۲۰۰۰–۲۰۰۲  | سکس و سیتی                      | تری مک دوگال            | ۲۳ قسمت                                           |
| ۲۰۰۲       | جو                              | نقش نامعلوم             | پایلوت                                            |
| ۲۰۰۴       | نظم و قانون: واحد قربانیان ویژه | دکتر برت مورتون         | قسمت: «وجدان»                                     |
| ۲۰۰۴       | کتابدار: جستجو برای نیزه        | ادوارد وایلد            | فیلم تلویزیونی                                    |
| ۲۰۰۵       | جزیره اسرارآمیز                 | سایرس اسمیت             | فیلم تلویزیونی                                    |
| ۲۰۰۶       | در عدالت                        | دیوید سواین             | ۱۳ قسمت                                           |
| ۲۰۰۶–۲۰۱۲  | کدبانوهای وامانده               | اورسون هاج              | ۸۵ قسمت                                           |
| ۲۰۱۰–۲۰۱۴  | آشنایی با مادر                  | جورج ون اسموت / کاپیتان | ۷ قسمت                                            |
| ۲۰۱۱       | دکتر                            | جیسون                   | پایلوت                                            |
| ۲۰۱۱       | نظم و قانون: واحد قربانیان ویژه | اندرو رینز              | قسمت: «برادران خونی»                              |
| ۲۰۱۱–۲۰۱۸  | پورتلندیا                       | شهردار پورتلند          | ۲۴ قسمت                                           |
| ۲۰۱۲       | ساخته شده در جرسی               | دونوان استارک           | ۸ قسمت                                            |
| ۲۰۱۳–۲۰۱۴  | همسر خوب                        | جاش پروتی               | ۴ قسمت                                            |
| ۲۰۱۴       | باور                            | رومن اسکوراس            | ۱۲ قسمت                                           |
| ۲۰۱۴–۲۰۱۵  | مأموران شیلد                    | کالوین جانسون / دکتر    | ۱۳ قسمت                                           |
| ۲۰۱۶       | آبشار جاذبه                     | راننده اتوبوس           | صداپیشه، قسمت: «ویردماگدون ۳: آبشار را پس بگیرید» |
| ۲۰۱۷       | توئین پیکس                      | دیل کوپر                | ۱۸ قسمت                                           |
| ۲۰۱۸       | بابای آمریکایی!                 | دل                      | صداپیشه، قسمت: «فراندروید پارانوئید»              |
| ۲۰۱۹–۲۰۲۰  | پرده دوم کارول                  | دکتر فراست              | ۱۸ قسمت                                           |
| ۲۰۲۰       | چگونه با جان ویلسون             | خودش                    | قسمت: «چگونه صحبت‌های کوچک درست کنیم»              |
| ۲۰۲۰       | عبور از اقیانوس اطلس            | فرانکلین دلانو روزولت   | ۸ قسمت                                            |
| ۲۰۲۲       | جو در برابر کارول               | هوارد باسکین            | ۸ قسمت                                            |
| ۲۰۲۲       | چگونه با پدرتان آشنا شدم        | جورج ون اسموت / کاپیتان | ۲ قسمت                                            |
| ۲۰۲۳       | هنک خوش‌شانس                     | دیکی پاپ                | ۲ قسمت                                            |
| ۲۰۲۳–۲۰۲۴  | جنگ ستارگان: ماجراهای جدای جوان | درایون بوش              | صداپیشه، ۲ قسمت                                   |
| ۲۰۲۳       | فیوچراما                        | سرگین سوسک ماجوردومو    | صداپیشه، قسمت: «بازیابی انگل‌ها»                   |
| ۲۰۲۴–اکنون | فال‌آوت                          | هنک مک لین              | ۲ قسمت                                            |

### بازی‌های ویدیویی
| سال  | عنوان              | نقش        |
| ---- | ------------------ | ---------- |
| ۲۰۰۱ | اتومبیل‌دزدی بزرگ ۳ | دونالد لاو |

### تئاتر
| سال       | عنوان            | نقش      | یادداشت               |
| --------- | ---------------- | -------- | --------------------- |
| ۱۹۸۳      | تارتوف           | دامیس    | تئاتر امپتی اسپیس     |
| ۱۹۸۸      | کاخ آماتورها     | ترنس بیب | تئاتر مینتا لین       |
| ۲۰۰۲      | در یک روز معمولی | جک       | تئاتر هارولد پینتر    |
| ۲۰۰۳–۲۰۰۴ | سرایدار          | استون    | تئاتر امریکن ایرلاینز |